# 黎愍帝

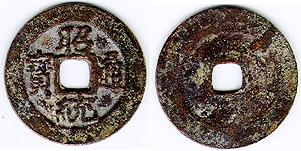
昭統年間に鋳造された昭統通宝

黎愍帝（れいびんてい、レ・マン・デ、ベトナム語：Lê Mẫn Đế / 黎愍帝）は、後黎朝大越中興期第29代（最後）の皇帝。名は黎 維祁（レ・ズイ・キー、ベトナム語：Lê Duy Kỳ / 黎維祁）。治世の元号から昭統帝（しょうとうてい、チエウ・トン・デ、ベトナム語：Chiêu Thống Đế / 昭統帝）、黎昭統（れいしょうとう、レ・チエウ・トン、ベトナム語：Lê Chiêu Thống / 黎昭統）とも呼ばれる。

## 生涯
皇太子黎維禕の長男として生まれる。母は継室の阮氏玉素で、初名は黎 維（レ・ズイ・キエム、ベトナム語：Lê Duy Khiêm / 黎維）。景興30年（1769年）に父が専権を振るっていた靖都王鄭森に廃太子されて庶人に落とされると、黎維は父や弟の黎維䄂、黎維祗と共に獄中に押し込められた。景興32年（1771年）に黎維禕の家臣らが黎維禕を救出して反鄭氏の旗を挙げようと謀ったが、密告されて黎維禕は鄭森の手の者によって縊殺された。
11年後の景興43年（1782年）、鄭森が死去して三府軍の乱が起こると、黎維らは三府軍によって解放されて、新たに鄭氏当主となった端南王鄭楷ら群臣に皇嗣孫として推され、黎維𬓑に代わって祖父の顕宗から立嗣孫された。
景興47年7月17日（1786年8月10日）に顕宗が崩御すると名を黎維祁と改めて即位した。鄭楷はその前月に西山阮氏に打倒されており、阮岳と阮恵は阮有整に昇龍を任せて南帰した。
西山軍を将来の脅威と感じた愍帝は昇龍を守らせるために鄭氏の支持者たちを召し出した。明都王鄭楹の次男であった紹郡公鄭棣が張洵・楊仲済といった旧臣に推されて鄭主を称し、嘉林県から昇龍に入城した。これを知った愍帝は昇龍の前面を守備するよう勅を下したが、楊仲済が詔書を破り捨てて罵ったため、愍帝は大いに怒った。
同時期に彰徳県に隠棲していた琨郡公鄭槰（威南王鄭杠の次男）が礼を尽くして恭順の意を示すと愍帝は大いに喜び、昇龍に入城した鄭槰は鄭棣の勢力を駆逐した。愍帝は鄭槰を平章軍国重事に任じたが、鄭主が壟断した先例に鑑みて全権は与えなかった。しかし璉忠侯丁錫壌や碩郡公黄馮基から圧力をかけられて鄭槰を晏都王に封じ、全権を与えざるを得なかった。これを不満に思った愍帝は乂安の阮有整に密勅を下して12月に鄭槰の勢力を駆逐させた。
翌1787年に昭統と改元し、平章軍国重事に任じた鵬忠公阮有整の建議を受けて北河各地の寺廟・道観にあった銅鐘を鋳潰して銅銭「昭統通宝」を鋳造させた。他にも科挙を回復し、十科取士の制度を創設しようと図ったが、これは実現しなかった。阮有整は北河各地に存在する鄭氏の残存勢力を撃破し、その権力は強大となった。阮有整を疎ましく思った愍帝は8月に内翰の黎春治や呉為貴と謀って阮有整を毒殺しようとしたが、武楨に固く諌められたため未遂に終わった。
9月、阮有整の所業を知った富春の阮恵は、阮有整に富春に来るよう命じたが阮有整は北河の治安が未だ良好ではないことを理由に拒否した。これに対して阮恵は武文任に命じて阮有整を討伐させた。11月に青厥江で敗れた阮有整は翌12月に愍帝ら皇室を連れて京北鎮まで逃れたが、武文任の追手に殺害された。昇龍に入った武文任は前の太子だった崇譲公黎維𬓑（愍帝の叔父）を監国に擁立し、引き続き愍帝を追った。昇龍で自立を図った武文任は昭統2年（1788年）4月に阮恵に滅ぼされ、呉文楚が昇龍に置かれた。一方、5月に諒江県まで逃れた愍帝は宗主国の清に救援を求めた。
9月、清の乾隆帝は両広総督の孫士毅に、後黎朝の回復を名分として安南への出兵を命じた。11月、清軍来襲の報を聞いた西山軍は散り散りとなって潰走し、愍帝は宣光にいた黎維䄂ら後黎朝の勢力を糾合して決起し、清軍に協力した。10月に呉文楚は昇龍を捨てて逃亡し、愍帝は孫士毅率いる清軍と共に昇龍への入城を果たした。11月22日（12月19日）、愍帝は孫士毅の軍営で乾隆帝の詔書を読み上げた孫士毅から安南国王に封じられた。しかし、昇龍では酒食に耽った孫士毅が軍政の全権を握り、愍帝は昭統の元号を使えず毎日孫士毅の軍営に顔を見せなければならないなど、飾り物の皇帝に過ぎなかった。
十分に軍備を整えた西山軍を率いて阮恵が乂安から北上してくると、正月で防備を怠っていた清軍は西山軍に大敗を喫し（ドンダーの戦い）、愍帝も皇太后の阮氏玉素や元子の黎維詮と共に鎮南関を越えて清の南寧に逃亡した。孫士毅の後任となった両広総督のフカンガンから「しばらくの間」と勧めを受けて桂林で剃髪易服し、後黎朝の復興を約束されたが、対する阮恵はフカンガンに賄賂を送り、替え玉の范文治を乾隆帝に拝謁させて安南国王に封じられており、空手形に過ぎなかった。フカンガンは「黎維祁は既に復国の念を断ち切り、中国への安住を望んでいる」と上奏した。
乾隆55年（1790年）、フカンガンからの上奏を受けた乾隆帝は黎維祁達に北京への移住を命じ、北京に到着した黎維祁は乾隆帝に拝謁して三品銜の漢軍八旗（鑲黄旗）に加えられた。しかし、復国の思いを断じて捨てなかった黎維祁は朝廷に対して西山朝討伐の上書を何度も送った。これが黎維祁自身というよりもその遺臣達による働きかけによることを知った乾隆帝は彼らを新疆・黒龍江・吉林・熱河・奉天にそれぞれ送って離れ離れにし、黎維祁には范廷僐と丁迓衡の二人が付き従うのみとなった。
乾隆57年（1792年）5月に黎維詮が死去すると、黎輝旺を養子として名を黎維康と改めさせた。翌乾隆58年10月16日（1793年11月19日）に28歳で死去。公爵の礼に則り、紫禁城東直門の外広陵に葬られた。佐領の職位は黎維康が引き継いだ。
嘉慶3年（1798年）、広南国の阮福映は呉仁静を広東に遣わして愍帝の消息を探らせていたが、既に北京で死去していたことを知って呉仁静は引き返した。嘉慶7年（1802年）に阮福映が西山朝を滅ぼして阮朝を建てると、後黎朝の遺臣たちは安南に戻ることを訴えたが嘉慶帝は聞き入れなかった。嘉隆3年（1804年）に愍帝や愍太后らの遺体が清華に送られ、11月に祖父の顕宗と同じ磐石陵に葬られた。建福元年（1884年）2月、その前年に崩じた嗣徳帝の遺志として愍皇帝と追諡された。

## 参考資料
- 石井米雄、桜井由躬雄編 編『東南アジア史 I 大陸部』山川出版社〈新版 世界各国史 5〉、1999年12月20日。ISBN 978-4634413504。
- 桐山昇、栗原浩英、根本敬編 編『東南アジアの歴史―人・物・文化の交流史』有斐閣〈世界に出会う各国=地域史〉、2003年9月30日。ISBN 978-4641121928。
- レイ・タン・コイ（ドイツ語版） 著、石澤良昭 訳『東南アジア史』（増補新版）白水社〈文庫クセジュ〉、2000年4月30日。ISBN 978-4560058268。
- 藤原利一郎「黎末史の一考察 : 鄭氏治下の政情について」『東洋史研究』第26巻第1号、東洋史研究会、1967年6月30日、89-114頁。